# Aloe thraskii
Aloe thraskii é uma espécie de liliopsida do gênero Aloe, pertencente à família Asphodelaceae.